# Harpalus lecontei
Harpalus lecontei är en skalbaggsart som beskrevs av Thomas Casey. Harpalus lecontei ingår i släktet Harpalus och familjen jordlöpare. Inga underarter finns listade i Catalogue of Life.